# Love & Lies
Love & Lies es una serie de televisión filipina transmitida por GMA Network desde el 8 de abril de 2013 hasta el 7 de junio de 2013. Está protagonizada por Richard Gutierrez, Bela Padilla, Michelle Madrigal, Paolo Contis, Sid Lucero, Neil Ryan Sese, Jeric Gonzales, Thea Tolentino, Miguel Tanfelix, Bobby Andrews, Lara Melissa de Leon, Luz Valdez y Lloyd Samartino.

## Elenco

### Elenco principal
- Richard Gutierrez como Edward Galvez.
- Bela Padilla como Denise Salvador-Galvez.
- Michelle Madrigal como Catherine "Cathy" Galvez.
- Paolo Contis como Emmanuel "Manny" Perez.
- Sid Lucero como Gabriel "Gabby" Romero.

### Elenco secundario
- Neil Ryan Sese como Ricardo Salvador.
- Jeric Gonzales como Ryan Alcantara.
- Thea Tolentino como Marissa Rivero.
- Miguel Tanfelix como Marco Salvador.
- Bobby Andrews como Jose Lorde Villamor.
- Lara Melissa de Leon como Consuelo Alcantara.
- Luz Valdez como Rosita.
- Lloyd Samartino como Ramon Alcantara.